# Madison Keys
Madison Keys (født 17. februar 1995 i Rock Island, Illinois) er en professionel tennisspiller fra USA. Hun har været professionel siden 2009 og har syv WTA-turneringssejre og fem finaler derudover.
Winder (7): 2023 - Eastbourne; 2022 - Adelaide [250], 2019 - Charleston, Cincinnati; 2017 - Stanford; 2016 - Birmingham; 2014 - Eastbourne.
Finalist (5): 2020 - Brisbane; 2017 - US Open; 2016 - Rome, Montréal; 2015 - Charleston.
Den eneste Grand Slam, hvor hun ikke har været i semifinalen er Wimbledon; her er hendes bedste resultat en kvartfinale. I 2017 tabte hun finalen i US Open.
Ydermere vandt hun sin første WTA-kamp i en alder af 14 år.